# 红线黎明蟹
红线黎明蟹（学名：Matuta planipes）为馒头蟹科黎明蟹属的动物。分布于朝鲜、日本、澳大利亚、印度尼西亚、新加坡、越南、泰国、印度、伊朗湾、南非以及中国大陆的广东、海南岛、福建、浙江、江苏、山东、渤海湾等地，生活环境为海水，主要生活于潮间带浅水沙岸。